# Gece, Melek ve Bizim Çocuklar
Gece, Melek ve Bizim Çocuklar (en turc, La nit, l’àngel i els nostres fills) és una pel·lícula turca del 1993 dirigida per Atıf Yılmaz. Mostra la vida social de travestits, gais i prostitutes, així com de persones marginades per la societat així com traficants de drogues als barris baixos d'Istanbul,
Es va dur a terme amb el suport del Ministeri de Cultura i Turisme de la República de Turquia, la Direcció General de Drets d'Autor i Cinema, el departament de policia de Beyoğlu, el Kanal 6 i el Divan Hotel.

## Producció
El rodatge de la pel·lícula va tenir lloc als voltants de Beyoğlu i Plaça Taksim i es va preparar a "Şafak Film Studio". A diferència de les seves pel·lícules anteriors, Atıf Yılmaz va examinar els problemes socials amb uns observació realista en aquesta pel·lícula. Mete Özgencil va ser el director d'art de la pel·lícula My Friend Satan. Candan Erçetin, va aparèixer com a actor convidat a la pel·lícula. Un dels actors principals va estar involucrat en un accident de trànsit Ha estat descrita com una de les pel·lícules de culte amb el seu repartiment, música i equip de filmació. Segons dades de SinemaTürk, la pel·lícula va ser vista per 13.274 persones i va rebre pocs ingressos. L'episodi de la "festa d'aniversari", que també inclou Derya Arbaş, Kaan Girgin i Candan Erçetin, té lloc a l'hotel Divan.

## Argument
Serap és una jove amb un físic preciós que es guanya la vida fent de treballadora sexual. Un dia, va venir de Çanakkale a Beyoğlu per convertir-se en travesti; Tanmateix, mentre busca l'Arif que li va robar els diners, queda impressionada per Hakan, a qui coneix per casualitat en un bar. L’amo del bar, Remzi, li diu a l'Hakan que Serap es dedica a la prostitució i que pot proxenetar-la. No obstant això, Hakan està gelós de Serap, de qui es va enamorar a primera vista.
Melek, una treballadora sexual, està platònicament enamorada del gerent del bar, Remzi. Un dia, els camins de Serap i Melek es creuen per Arif.
Més endavant, Serap i Hakan s'enamoren l'un de l'altre; No obstant això, un dia, Serap irromp a la casa d'Hakan quan ella té una relació homosexual home a home amb Mehmet a canvi de diners. Sorpresa, Serap elimina a Hakan de la seva vida. Per Serap, que està molt trist per aquesta traïció, ara tot és qüestió de diners, i després d'aquest incident, Serap fa temps que no es veu en públic. Ni Melek, a qui va acollir a casa seva i la va substituir per la seva mare, ni el seu jove amic Arif, a qui va rescatar del carrer, ni Hakan la poden trobar. Un dia, Serap torna a Beyoğlu i veu el moment de la mort de Melek, que va ser apunyalat per Remzi.
Quan es va emetre per televisió l'1 d'octubre de 1999, es va qualificar "Basada en les històries de persones de la subcultura que viuen als carrers del darrere de Beyoğlu, la pel·lícula tracta de la solidaritat i l'amor de dues prostitutes, una gran i una jove, enamorades d'un home homosexual. Seràs testimoni del drama d'una jove que té problemes.".

## Repartiment
- Derya Arbaş - Serap
- Deniz Türkali - Melek
- Uzay Heparı - Hakan
- Deniz Atamtürk - Arif, Fulya
- Kaan Girgin - Remzi
- Cengiz Sezici - Osman
- Mehmet Teoman - Mehmet
- Bennu Yıldırımlar - Gülşen
- Ceyhan Fırat - Selin (Travesti)
- Candan Erçetin - Aylin
- Cüneyt Sayıl - Travesti
- Mustafa Suphi Baltacı - Gürcan Küçüker
- Ayten Uncuoğlu - Sabahat
- Mürşid Ağa Bağ - Sedat

## Llançament
La pel·lícula es va rodar l'any 1993 i es va estrenar l'1 d'abril de 1994. El seu VCD va ser llançada per Palermo Film sota el segell Yeşilçam Filmcilik. Fou exhibida als cinemes Şişli Site, Beyoğlu Sinepop, Bakırköy İncirli i Çemberütaş Şafak.
La pel·lícula, que va guanyar un premi al Festival Internacional de Cinema d'Ankara, es va estrenar l'any 1994 al 13è Festival Internacional de Cinema d'Istanbul, L'any 2009, per iniciativa de l'associació d'immigrants turcs Elele, es va projectar al cinema "L'Archipel" de París, entre el 29 de març i el 4 d'abril.
La pel·lícula es va projectar en una xerrada sobre treball sexual a la Middle East Technical University el 2012.